# Concilios preecuménicos de la iglesia antigua
En el cristianismo, los concilios eclesiásticos son reuniones formales de obispos y representantes de varias Iglesias que se reúnen para regular puntos de doctrina o disciplina. Las reuniones pueden ser de una sola comunidad eclesiástica o pueden involucrar a una provincia eclesiástica, una nación u otra región civil, o a toda la Iglesia. Algunos de los convocados desde la Iglesia en su conjunto han sido reconocidos como concilios ecuménicos y se consideran particularmente autorizados. El primer concilio ecuménico es el el de Nicea, convocado por el emperador Constantino en 325.
Los concilios preecuménicos, anteriores al 325 d. C., fueron en su mayoría locales o provinciales. Algunos, celebrados en la segunda mitad del siglo III, involucraron a más de una provincia. El sui generis Concilio de Jerusalén fue una reunión, descrita en la Biblia en Libro de los Hechos, capítulo 15 y posiblemente en Epístola a los Gálatas, capítulo 2, de los apóstoles y ancianos de los Iglesia de Jerusalén locales.
A pesar de carecer de la autoridad de las decisiones de los concilios ecuménicos, las enseñanzas y decretos de estos concilios preecuménicos se consideran a veces vinculantes para los fieles en diversos grados, en particular algunos concilios celebrados en Cartago y Elvira. Pero incluso las decisiones del Concilio de Jerusalén, conocidas como el Decreto Apostólico, en particular la obligación de abstenerse de comer sangre o lo que ha sido estrangulado, no son aceptadas por todas las iglesias cristianas.

## Concilio Apostólico de Jerusalén
Los Hechos de los Apóstoles recogen, sin utilizar para ello el término "concilio" o "sínodo", lo que se ha llamado el Concilio de Jerusalén: para responder a una consulta de Pablo de Tarso, los apóstoles y ancianos de la Iglesia de Jerusalén se reunieron para tratar la cuestión de la observancia de la ley bíblica en la comunidad  cristiana primitiva, que incluía a gentiles conversos. Esta es la única reunión de este tipo registrada en el Nuevo Testamento, y puede ser referida también en la Epístola a los Gálatas. Esta reunión de la Iglesia en Jerusalén no fue una reunión de representantes procedentes de todas las áreas, como un concilio ecuménico. Se llama Concilio Apostólico, por la participación en él de los apóstoles. Esto le da un carácter diferente de los concilios eclesiásticos preecuménicos normales, y por esa razón llamarlo concilio puede inducir a error. Tuvo lugar alrededor del año 50.

## Concilios preecuménicos normales
En tiempos de mayor tolerancia, los líderes cristianos se sentían lo suficientemente seguros como para celebrar concilios que gobernaran su  véase u metropolitano. Ninguno de los concilios de este periodo reunió a representantes de todas las iglesias cristianas, ni siquiera de las de todo el Imperio Romano. Sólo se conservan las actas de unos pocos concilios; la mayoría sólo se conocen por los relatos de historiadores eclesiásticos y otros escritores. Entre ellos se encuentran:
- el Concilio de Roma de 155
- el Concilio de Roma de 193
- el Concilio de Éfeso de 193
- el Concilio de Cartago de 251
- el Concilio de Iconio de 258[13]
- el Concilio de Antioquía de 264
- los Concilios de Arabia de 246-247
- el Concilio de Elvira de 306
- el Concilio de Cartago de 311
- el Sínodo de Neo-Caesarea de c. 314
- el Concilio de Ancyra de 314
- el  Concilio de 314

Este tipo de concilios no empezaron a aparecer hasta mediados del siglo II, al principio a nivel local, pero a partir del 175 involucraron a varias comunidades juntas, siendo esta actividad especialmente marcada en Italia y Asia Menor. A finales de ese siglo, se convirtió en práctica habitual informar a otras comunidades de las decisiones tomadas en tales asambleas. En el siglo III, las reuniones comenzaron a celebrarse a intervalos regulares, costumbre que apareció por primera vez en la provincia romana de África. En la segunda mitad de ese siglo, se celebraron concilios en Antioquía que reunieron a representantes del cristianismo de todo Oriente Próximo, desde el Mar Negro hasta Egipto. Fueron el preludio de la celebración de la primera asamblea de todos los obispos, el Primer Concilio de Nicea, acontecimiento que marcó el final del período de los antiguos concilios preecuménicos.

### Ejemplos de asuntos tratados
Los primeros concilios eclesiásticos conocidos se celebraron en Asia Menor a mediados del siglo II. En ellos se condenó el montanismo. Uno de ellos se celebró en Hierápolis, presidido por el obispo local, Apolinar de Hierápolis, y al que asistieron otros 26 obispos. Otro concilio de 13 obispos se celebró en Anchialus bajo la presidencia del obispo Sotas.
En 193, se celebraron una serie de concilios en Palestina, Ponto y Osroena, llamada también Edesa, en el este, y en Roma y Galia en el oeste sobre el Cuartodecimanismo. Todos ellos condenaron la práctica en la provincia romana de Asia (Anatolia occidental), donde la Pascua se celebraba en el plenilunio pascual y no en el domingo siguiente. El  papa Víctor I, obispo de Roma, que presidió el concilio en Roma, comunicó su decisión a Polícrates de Éfeso y a las iglesias de la provincia romana de Asia, pidiendo a Polícrates que convocara un concilio de los obispos de la provincia. En consecuencia, Polícrates celebró en Éfeso dentro del mismo año el sínodo solicitado, que rechazó la demanda de Víctor de que cambiaran su tradición pascual.
El Concilio de Elvira (sur de España) estableció normas comunes que debían ser observadas por todos los obispos de la zona, normas casi en su totalidad referidas a la conducta de diversos elementos de la comunidad cristiana. Las sanciones incluyen largas demoras antes del bautismo, exclusión de la Eucaristía durante periodos de meses o años, o indefinidamente, a veces con una excepción para el lecho de muerte, aunque esto también se excluye específicamente en algunos casos. Los periodos de penitencia, a menudo por delitos sexuales, se extienden a cinco o diez años. Su canon 33 imponía la continencia completa a todos los clérigos, casados o no, y a todos los que ejercían el ministerio en el altar.
El Concilio de Ancyra (moderna Ankara) estableció normas sobre las penitencias que debían realizar los cristianos que habían abjurado  de  su fe durante las persecuciones (cánones 1-8). Permitía el matrimonio a los diáconos que antes de la ordenación habían declarado su incapacidad para permanecer solteros (canon 9). Prohibía a los Corepíscopos (clérigos de las zonas rurales de rango inferior a los obispos de las ciudades) ordenar diáconos o presbíteros.

### Participantes
Los corepíscopos parecen haber podido participar en los concilios al mismo nivel que los obispos: se les menciona en relación con el Concilio de Neocaesarea en 314 e incluso en dos de los primeros concilios ecuménicos (325 y 431), pero el cargo fue abolido antes de 451, cuando se celebró el Concilio de Calcedonia.
Desde mediados del siglo III se menciona la participación de otras personas, al principio en África, donde  Cipriano contaba en sus concilios de Cartago no sólo con obispos, sino también con presbíteros y diáconos y, además, con laicos de buena reputación, tal como se esperaba de él también en las cartas que le enviaban desde Roma; pero como a veces habla de los obispos sólo como participantes, es probable que el derecho a voto decisivo estuviera restringido a ellos. La participación de clérigos distintos de los obispos se menciona también en relación con concilios celebrados en Antioquía en 264 o 265 y en 269, en dos Concilios de Arabia (246-247) y en el Concilio de Elvira (306). A veces firmaban las actas tanto sacerdotes como obispos, pero en un documento de este tipo (del año 448) se indica que firmaban sin haber tenido voz en las decisiones del concilio.